# Voleibolistas do Minas Tênis Clube
O presente artigo reúne os elencos por temporada do Minas Tênis Clube (voleibol masculino).

## Feminino

### Temporada 2016/2017
Relacionadas para a disputa da Superliga - Série A 2016/2017 pelo Camponesa Minas Tênis Clube.

### Comissão Técnica
- Técnico:Paulo Coco[17]
- Assistente: Wendel Ramos Silva[17]
- Preparador Físico: Alexandre Marinho Ferreira[17]
- Fisioterapeuta: Marcela Gomide[17]
- Estatístico: Plauto Machado[17]